# Erbsen (Adelebsen)
Erbsen ist ein Ortsteil des Fleckens Adelebsen und gehört zum Landkreis Göttingen. Erbsen ist neben Barterode, Eberhausen, Güntersen, Lödingsen und Wibbecke einer der sechs Ortsteile. Das Dorf mit seinen rund 400 Einwohnern liegt etwa 12 km westlich von Göttingen im südlichen Teil Niedersachsens.

## Geschichte
Seit wann der Ort Erbsen besteht, ist nicht bekannt. Die erste schriftliche Erwähnung ist aus der Zeit zwischen 826 und 876 in den Traditiones Corbeienses als Erpeshusen überliefert, die jedoch nur in einer Abschrift des 15. Jahrhunderts erhalten ist. Die Zuordnung zu Erbsen ist jedoch nicht unumstritten, die Urkunden der Traditiones Corbeienses könnten sich auch auf eine Wüstung bei Driburg beziehen. Die nächstältere Erwähnung stammt aus dem Zeitraum 1015 bis 1036 und befindet sich in der Vita Meinwerci. Der Ortsname wird dort Erpessun geschrieben. Es handelt sich um einen der in der Region sehr häufigen Ortsnamen mit der schon früh zu -sen bzw. -sun verkürzten Endung -hausen und einem alten Personennamen Erp als Bestimmungswort.
Die alte Ortslage im Tal westlich des Hopfenberges wurde nach 1920 im Norden um ein durch die Bahn abgegrenzt davon liegendes Neubaugebiet entlang der Landstraße erweitert, nach dem Zweiten Weltkrieg wurde ein weiteres Baugebiet Auf dem Höbel zwischen der alten Ortslage und der Bahn erschlossen.
Am 1. Januar 1973 wurde Erbsen in den Flecken Adelebsen eingegliedert.

## Politik

### Ortsrat
Erbsen wird auf kommunaler Ebene von einem Ortsrat mit fünf Mitgliedern vertreten.
Seit der Kommunalwahl 2021 setzt sich der Ortsrat ausschließlich aus einer Ratsfrau und vier Ratsherren der „Wählergemeinschaft Erbsen“ (WGE) zusammen.

### Ortsbürgermeister
Ehrenamtlicher Ortsbürgermeister ist Christof Schmidt (WGE). Sein Stellvertreter ist Dirk Mooslehner (WGE).

## Kirche

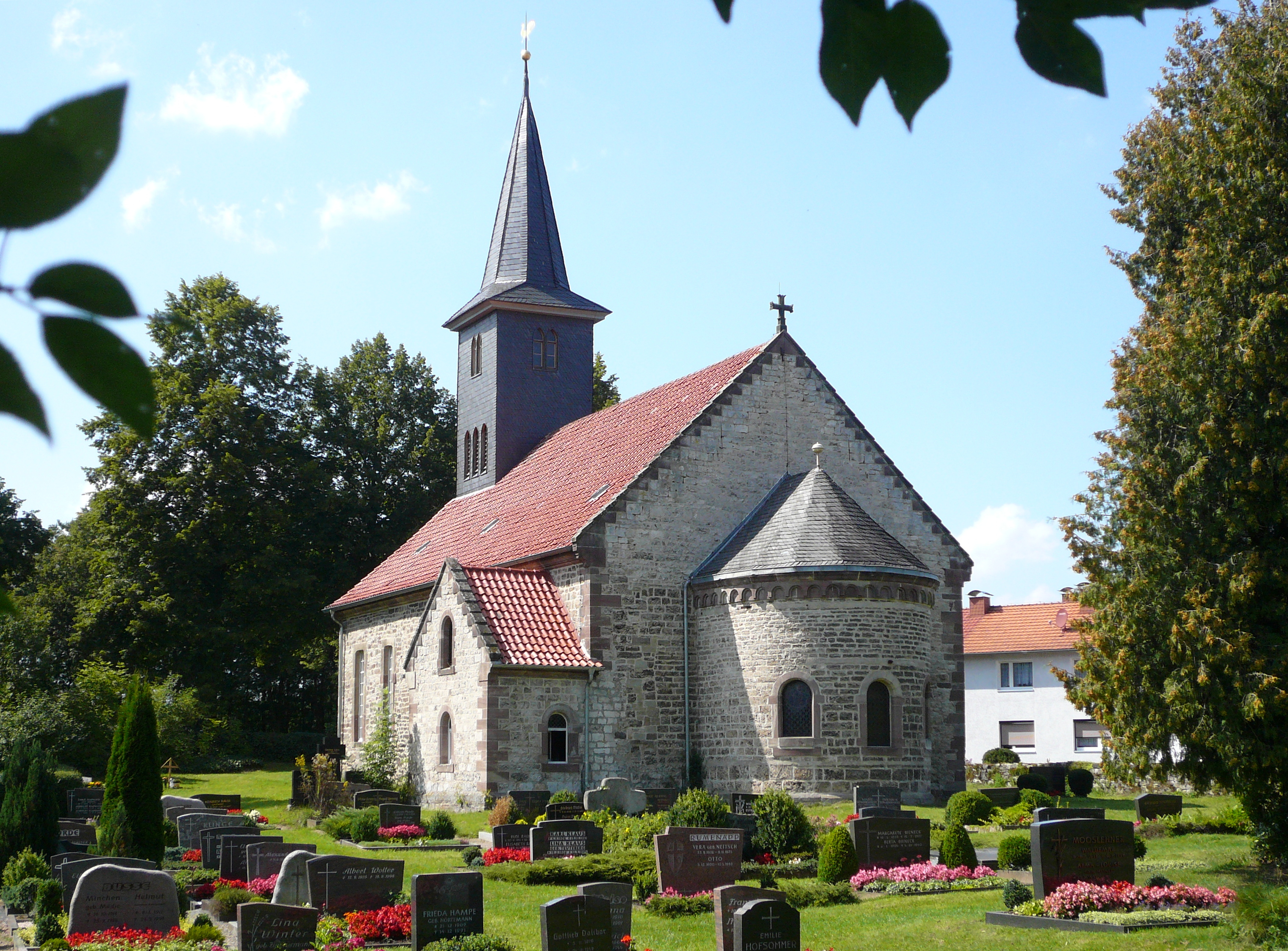
Kirche St. Vitus

Eine Kirche in Erbsen wird 1446 erstmals erwähnt. Die heutige Pfarrkirche St. Vitus wurde auf dem Kirchberg, einem Bergsporn des Hopfenberges, südlich außerhalb des Ortes errichtet. Sie ist im Kern mittelalterlich, wurde aber im 17. Jahrhundert umgebaut und später erweitert. Es handelt sich um einen Bruchsteinbau mit neoromanischer Rundapsis im Osten und einem dachreiterartigen schmalen Glockenturm im Westen. Das ebenfalls unter Denkmalschutz stehende Fachwerk-Pfarrhaus mit Nebengebäuden wurde 1795 auch auf dem Kirchberg angelegt.

## Sport und Vereine
1964 wurde der SV Erbsen e.V. gegründet. Heute gibt es den FC Lindenberg Adelebsen e.V. von 2001, er ist Bezirksoberligist (Frauen) bzw. Kreisligist (1. Herren).